# Tord Kolbeinsson
Tord Kolbeinsson (Þórðr Kolbeinsson) var en isländsk furstelovskald som enligt Skáldatal besjöng ladejarlen Erik Håkonsson samt kungarna Olav den helige och Sven Estridsson.  Tord omtalas i flera sagor men är bäst känd som den onde och svekfulle rivalen till "hitardalskämpen" Björn Arngeirsson i Bjarnar saga hítdœlakappa.

## Familj och släkt
Tord föddes sannolikt i Hítarnes på västra Island år 974. Enligt Landnamsboken härstammade han på faderns sida från Torstein röde och var således närbefryndad med Laxdalingarnas ätt. Hans mor Arnóra var ättling till Melldun jarl i Skottland. Tord gifte sig omkring år 1010 med Oddny "öfacklan" (Oddný eykyndill) och fick med henne åtta barn, bland dem den berömde skalden Arnor.

## Levnad
Det mesta som är känt om Tords liv står att läsa i Bjarnar saga, där han dock skildras som en ondsint och opålitlig människa. År 1007 for han till Erik jarl i Norge och blev dennes hirdman. Det var här han träffade och blev vän med Björn Arngeirsson. Då Tord senare återvände till Island äktade han Björns fästmö Oddny sedan han mutat några köpmän att påstå att Björn var död. Då Björn senare återvände och fick veta vad som hänt blev han mycket oglad, och det är om den eskalerande fiendskapen mellan dessa forna vänner som Bjarnar saga handlar. Konflikten kulminerade år 1024 då Tord med stor övermakt överföll och slog ihjäl den ensamme Björn på Hvítingshjalle. Nidingsdådet ledde till att hustrun Oddny blev sinnessjuk.
Tord själv bör ha levat fram till 1050-talet.

## Verk

### Belgskakadrápa
Endast två strofer och en helming (halvstrof) har bevarats av denna drapa som Tord diktade år 1007 då han var i Norge hos Erik jarl. Stroferna handlar om Eriks far Håkon jarls död och om Eriks flykt till Sverige. Båda stroferna finns i Heimskringla, halvstrofen i Fagrskinna.

### Gunnlaugs drápa ormstungu
I Gunnlaugs saga (kap. 10) finns en strof ur en arvdrapa om Gunnlaug ormstunga. Dikten bör ha tillkommit ca 1008, och den bevarade strofen handlar om Gunnlaugs död.

### Eiríksdrápa
Fjorton strofer, eller delar därav, ur en arvdrapa om Erik jarl har också bevarats. Nio av stroferna finns i Heimskringla, fyra i Knytlingasagan och en halvstrof i Skáldskaparmál. I dessa behandlas diverse hållpunkter i jarlens liv: Slaget vid Hjörungavåg; hur Erik avröjde Ormen Långe i slaget vid Svolder; Eriks och Knut den stores tåg mot England; angreppet på London, kampen mot Úlfkell snillingr (tillnamnet betyder "den djärve") och slaget på Hringmararheiðr. Dikten har tillkommit efter jarlens död 1024 (?).

### Lausavísur
Tolv "lösa verser" har bevarats. De finns alla i Bjarnar saga och härrör från åren 1019-1024. Versmåttet är drottkvätt utom för stroferna 1 och 4 som är i fornyrdislag. De flesta av dessa strofer behandlar Tords förhållande till Björn hitardalskämpen. Några är rena nidverser (stroferna 5 och 8); i strof 9 ber Tord till gudarna att Björn snart måtte bli avlivad; i stroferna 10 och 11 uttrycker han stor tillfredsställelse över att så faktiskt har skett, men i strof 12, där han nämner hustruns själsliga lidande, önskar han att Björn varit levande igen.

### Förlorade verk
Av de i Skáldatal antydda kvädena om Olav den helige och Sven Estridsson återstår i dag ingenting. Kvädet till Olav bör ha diktats ca 1015 då Tord i samband med morbrodern Hróe den rikes död besökte Danmark och Norge. Kvädet framfördes personligen, och Tord fick i skaldelön både guldring, kjortel och svärd.
Då Tord diktade sitt kväde till kung Sven bör han däremot ha varit en gammal man – så gammal att det rentav har föreslagits att den Tord Kolbeinsson som Skáldatal avser, i själva verket varit en helt annan och okänd skald med samma namn.
Också de i Bjarnar saga nämnda Daggeislavísur (Dagstrålevisorna) och Kolluvísur (satiriska visor om Björn) är numera förlorade.

## Eftermälet
Den negativa synen på Tord har formats av Bjarnar saga, som dock erkänner att han var en stor skald som hos kungar och hövdingar åtnjöt högt anseende för sin konst. Litteraturvetare brukar också påpeka, som Finnur Jónsson gör, att Tords egna dikter ger en delvis annorlunda, och mer positiv bild av hans karaktär. Men det gäller förstås inte hans lausavísur som är fyllda med ett stundom oresonligt hat – här är det Bjarnar saga som har bestämt urvalet.